# 류수영
류수영(본명: 어남선, 본명 한자: 魚南善, 1979년 9월 5일 ~ )은 대한민국의 배우이다.

## 학력
- 마포중학교 졸업
- 마포고등학교 졸업
- 명지대학교 경영무역학부 경영학 학사

## 생애
1998년 대학 선배였던 개그맨 이승윤 등과 함께 KBS 《캠퍼스 영상가요 - 명지대학교 편》에 '전통 무예 동아리'로서 차력쇼를 선보여 1등을 하였다. 이를 계기로 SBS 요리 프로그램 《최고의 밥상》에서 대학생으로 출연하였고, SBS 《진실게임 - 40kg을 다이어트한 남자는 누구인가? 편》에서는 '살찐 정우성'으로 출연하기도 하였다.
2000년 MBC 시트콤 《깁스가족》으로 데뷔하였다. 2002년 SBS 드라마《명랑소녀 성공기》에서 악역을 연기하였다. 2006년 KBS 드라마 《서울 1945》의 최운혁 역으로 KBS 연기대상에서 최우수상을 수상했다.
2017년 1월 22일에 배우 박하선과 결혼했고, 2017년 8월 23일 딸을 득녀했다.

## 가족
아버지 어윤소(魚允沼)는 서경대학교 경영학과 교수이다. 본명은 어남선(魚南善)이고, 함종 어씨 29세손이며, 양숙공(襄肅公) 어세공(魚世恭)의 16대손이다.

## 작품 활동

### 드라마
- 2000년 MBC 《깁스가족》 ... 레지던트 2 역
- 2000년 SBS 《사랑과 이별》 ... 설정우 역
- 2001년 SBS 《오픈드라마 남과 여 - 황홀한 외출》 ... 정우 역
- 2001년 KBS2 《멋진 친구들 2》 ... 라디오 AD 역
- 2001년 MBC 《네이비》 ... 해군 대위 정현수 역
- 2002년 SBS 《오픈드라마 남과 여 - 초록색 카드》
- 2002년 SBS 《명랑소녀 성공기》 ... 오준태 역
- 2002년 SBS 《정》 ... 재만 역
- 2002년 SBS 《오픈드라마 남과 여 - 우연》
- 2002년 MBC 《맹가네 전성시대》 ... 유정재 역
- 2003년 SBS 《첫사랑》 ... 황형준 역
- 2003년 MBC 《회전목마》 ... 전수형 역
- 2003년 MBC 《신 견우직녀》 ... 신태영 역
- 2004년 SBS 《장길산》 ... 이지용 역
- 2004년 MBC 《MBC 베스트극장 - 나비》 ... 유현수 역
- 2004년 SBS 《마지막 춤은 나와 함께》 ... 정태민 역
- 2005년 KBS2 《열여덟 스물아홉》 ... 강상영 역
- 2005년 MBC 《환생-넥스트》 ... 민기범, 윤명진, 카사르, 김석호, 진수백 역
- 2006년 KBS1 《서울 1945》 ... 최운혁 역
- 2007년 SBS 《불량 커플》 ... 최기찬 역
- 2008년 MBC 《대한민국 변호사》 ... 변혁 역
- 2011년 MBC 《마이 프린세스》 ... 남정우 역
- 2011년~2012년 KBS2 《오작교 형제들》 ... 황태범 역
- 2012년 MBC 《아들 녀석들》 ... 유민기 역
- 2013년 KBS2 《KBS 드라마 스페셜 - 내 낡은 지갑 속의 기억》 ... 이영재 역
- 2013년 MBC 《투윅스》 ... 임승우 역
- 2014년 SBS 《끝없는 사랑》 ... 한광훈 역
- 2015년 KBS2 《블러드》 ... 박현서 역
- 2015년 KBS2 《별난 며느리》 ... 차명석 역
- 2016년 KBS2 《동네변호사 조들호》 ... 신지욱 역
- 2017년 KBS2 《아버지가 이상해》 ... 차정환 역
- 2018년 SBS 《착한마녀전》 ... 송우진 역
- 2019년 MBC 《슬플 때 사랑한다》 ... 강인욱 역
- 2021년 MBC 《목표가 생겼다》 ... 이재영 역
- 2023년 넷플릭스 《퀸메이커》 ... 백재민 역
- 2023년 넷플릭스 《사냥개들》 ... 이두영 역
- 2023년 tvN 《반짝이는 워터멜론》 ... 성인 이시국 역(우정출연)

### 영화
| 연도 | 제목                   | 역할                       | 비고     |
| ---- | ---------------------- | -------------------------- | -------- |
| 2001 | 《썸머타임》           | 진우/상호                  |          |
| 2002 | 《거울》               |                            | 단편영화 |
| 2003 | 《블루》               | 해군해난구조대 이경일 중사 |          |
| 2013 | 《변호인》             | 이창준                     | 특별출연 |
| 2020 | 《강철비 2: 정상회담》 | 박철우                     |          |

### 예능
| 연도        | 방송사   | 제목                     | 비고 |
| ----------- | -------- | ------------------------ | ---- |
| 2001        | KBS1     | 가족오락관               |      |
| 2000~2003   | KBS2     | 야! 한밤에               |      |
| 2013        | MBC      | 일밤 - 진짜 사나이       |      |
| 2016        | SBS      | 2016 희망TV SBS          |      |
| 2012        | KBS2     | 해피투게더 시즌3 494회   |      |
| 2020        | KBS2     | 신상출시 편스토랑        |      |
| 2021        | KBS2     | 류수영의 동물티비        |      |
| 2022        | 넷플릭스 | 국물의 나라              |      |
| 2023        | SBS      | 미운 우리 새끼           |      |
| 2023        | KBS2     | K푸드쇼 '맛의 나라'      |      |
| 2023        | SBS      | 녹색 아버지회            |      |
| 2024        | tvN      | 유 퀴즈 온 더 블럭 248회 |      |
| 2024 ~ 2025 | SBS      | 정글밥                   |      |

### 공연
| 연도 | 제목            | 비고 |
| ---- | --------------- | ---- |
| 2014 | 아가씨와 건달들 |      |

### 광고
| 연도      | 광고                                  | 비고 |
| --------- | ------------------------------------- | ---- |
| 2001      | 동아제약 박카스                       |      |
| 2003      | 현대카드 미니M                        |      |
| 2006~2007 | KB증권                                |      |
| 2013~2014 | 농심 신라면                           |      |
| 2013      | 세이프무역 투스카로라                 |      |
| 2013      | 롯데제과 롯데헬스원                   |      |
| 2015      | 그램그램                              |      |
| 2017      | 대한적십자사                          |      |
| 2021      | 현대자동차 싼타페 (내레이션)          |      |
| 2021      | 일동후디스 그릭요거트                 |      |
| 2021      | 경기도시장상권진흥원                  |      |
| 2022      | 래피젠                                |      |
| 2022      | 도드람한돈                            |      |
| 2023      | 근로복지공단 중소기업퇴직연금기금제도 |      |
| 2023      | 종근당건강 캔서코치                   |      |

### 뮤직비디오
| 연도 | 뮤직     | 비고 |
| ---- | -------- | ---- |
| 2001 | NRG - 悲 |      |

## 수상 및 후보
| 연도 | 시상식                      | 부문                                  | 작품                                       | 결과 |
| ---- | --------------------------- | ------------------------------------- | ------------------------------------------ | ---- |
| 2002 | SBS 연기대상                | 뉴스타상                              | 명랑소녀 성공기                            | 수상 |
| 2004 | SBS 연기대상                | 남자 조연상                           | 장길산, 마지막 춤은 나와 함께              | 수상 |
| 2005 | MBC 연기대상                | 남자 우수연기상                       | 환생-NEXT                                  | 후보 |
| 2006 | KBS 연기대상                | 남자 최우수연기상                     | 서울 1945                                  | 수상 |
| 2007 | 제43회 백상예술대상         | TV부문 남자 최우수연기상              | 서울 1945                                  | 후보 |
| 2007 | SBS 연기대상                | 특별기획부문 남자 연기상              | 불량 커플                                  | 후보 |
| 2011 | KBS 연기대상                | 장편드라마부문 남자 우수연기상        | 오작교 형제들                              | 후보 |
| 2011 | KBS 연기대상                | 베스트 커플상 (with 최정윤)           | 오작교 형제들                              | 수상 |
| 2012 | MBC 연기대상                | 연속극부문 남자 우수연기상            | 아들 녀석들                                | 후보 |
| 2013 | MBC 방송연예대상            | 올해의 스타상                         | 진짜 사나이                                | 수상 |
| 2013 | KBS 연기대상                | 남자 연작·단막극상                    | KBS 드라마 스페셜 - 내 낡은 지갑 속의 기억 | 후보 |
| 2014 | SBS 연기대상                | 장편드라마부문 남자 최우수연기상      | 끝없는 사랑                                | 후보 |
| 2017 | KBS 연기대상                | 장편드라마부문 남자 우수연기상        | 아버지가 이상해                            | 후보 |
| 2017 | KBS 연기대상                | 베스트 커플상 (with 이유리)           | 아버지가 이상해                            | 수상 |
| 2018 | 제11회 코리아 드라마 어워즈 | 남자 우수연기상                       | 착한마녀전                                 | 후보 |
| 2018 | SBS 연기대상                | 주말·일일드라마부문 남자 최우수연기상 | 착한마녀전                                 | 후보 |
| 2019 | MBC 연기대상                | 일일·주말드라마부문 남자 우수연기상   | 슬플 때 사랑한다                           | 수상 |
| 2020 | KBS 연예대상                | 리얼리티부문 신인상                   | 신상출시 편스토랑                          | 후보 |
| 2020 | KBS 연예대상                | 리얼리티부문 베스트 엔터테이너상      | 신상출시 편스토랑                          | 수상 |
| 2021 | 제57회 백상예술대상         | 영화부문 남자 신인연기상              | 강철비 2: 정상회담                         | 후보 |
| 2021 | 제26회 춘사영화제           | 남우조연상                            | 강철비 2: 정상회담                         | 후보 |
| 2021 | KBS 연예대상                | 인기상                                | 신상출시 편스토랑                          | 수상 |
| 2021 | KBS 연예대상                | 리얼리티부문 최우수상                 | 신상출시 편스토랑                          | 후보 |
| 2022 | KBS 연예대상                | 쇼·버라이어티부문 최우수상            | 신상출시 편스토랑                          | 수상 |
| 2023 | 2023 펀덱스 어워드 대상     | TV비드라마 스테디 예능 출연자 최우수  | 신상출시 편스토랑                          | 수상 |
| 2023 | KBS 연예대상                | 대상                                  | 신상출시 편스토랑                          | 후보 |
| 2023 | KBS 연예대상                | 올해의 예능인상                       | 신상출시 편스토랑                          | 수상 |
| 2023 | SBS 연예대상                | 에코브리티상                          | 녹색 아버지회                              | 수상 |
| 2024 | KBS 연예대상                | 대상                                  | 신상출시 편스토랑                          | 후보 |
| 2024 | KBS 연예대상                | 올해의 예능인상                       | 신상출시 편스토랑                          | 수상 |
| 2024 | SBS 연예대상                | 남자 최우수상                         | 정글밥                                     | 수상 |
| 2024 | SBS 연예대상                | 베스트 커플상 (with 이승윤)           | 정글밥                                     | 후보 |

### 표창
- 2020년 제11회 대한민국 대중문화예술상 문화체육관광부장관 표창

## 홍보대사
- 2006년 과학기술 홍보대사
- 2008년 명지대학교 60주년 기념 홍보대사
- 2010년 경찰청 명예 경찰관
- 2013년 JDC 제주국제자유도시개발센터 홍보대사
- 2014년 대한적십자사 홍보대사